# Kim Yong-il
Kim Yong-il (* 2. Mai 1944) ist ein nordkoreanischer Politiker. Er war von 2007 bis 2010 Regierungschef (Vorsitzender des Ministerrates) von Nordkorea.
Zwischen 1960 und 1969 diente er in der Koreanischen Volksarmee. Anschließend studierte er an der Universität für Seetransport in Rajin. Von 1994 bis zu seiner Ernennung zum Ministerpräsidenten bekleidete er das Amt eines Ministers für Land- und Seetransport. Am 11. April 2007 wurde Kim von der Obersten Volksversammlung zum Nachfolger des Ministerratsvorsitzenden Pak Pong-ju ernannt. Am 14. November 2007 traf Kim zu dreitägigen Gesprächen mit seinem südkoreanischen Amtskollegen Han Duck-soo ein. Es war das erste Treffen solcher Art seit 1992. Im Zuge einer umfassenden Kabinettsumbildung wurde Kim Yong-il im Juni 2010 durch Choe Yong-rim abgelöst.